# 新會戰鬥
新會戰鬥發生於1939年3月29日－5月25日，地點則是在中國粵西一帶。是抗日戰爭主要戰鬥之一，交戰一方為守軍之國民革命軍，另一方則為日軍。